# 尼科洛·德·孔蒂
尼科洛·德·孔蒂（Niccolò de' Conti，1395年—1469年），亦作尼科洛·代·孔蒂（Niccolò dei Conti）、尼科洛·达·孔蒂（Niccolò da Conti），威尼斯商人、旅行家。他是马可波罗之后又一个到印度和远东的重要旅行家。1419年他离开威尼斯，先抵达大马士革、叙利亚，学习阿拉伯语，然后当作一名阿拉伯商人旅行过很多亚洲国家，25年之后才回到威尼斯。
他在东方经商旅行的时候，正好中国郑和下西洋的年代。英国航海史学家加文·孟席斯认为中国郑和船队曾绕过非洲好望角，而康提则把这一信息带回欧洲，从而激励了葡萄牙人对绕过非洲的航海路线的探索。